# 卢奇迪奥·森蒂门蒂
卢奇迪奥·森蒂门蒂（義大利語：Lucidio Sentimenti，1920年7月1日—2014年11月28日），意大利男子足球运动员，场上位置是守门员。他曾代表意大利国家队参加1950年国际足联世界杯，结果获得第七名。